# لاکهید اچ‌سی-۱۳۰
لاکهید اچ‌سی-۱۳۰ (به انگلیسی: Lockheed HC-130) یک هواگرد ساختِ کارخانهٔ لاکهید کورپوریشن در کشور ایالات متحده آمریکا است. نخستین استفاده‌کنندهٔ این هواگرد نیروی هوایی ایالات متحده آمریکا بوده‌است. این هواگرد برای نخستین بار در ۱۹۵۹ میلادی مورد استفاده قرار گرفت.